# Wat Phra Phutthabat

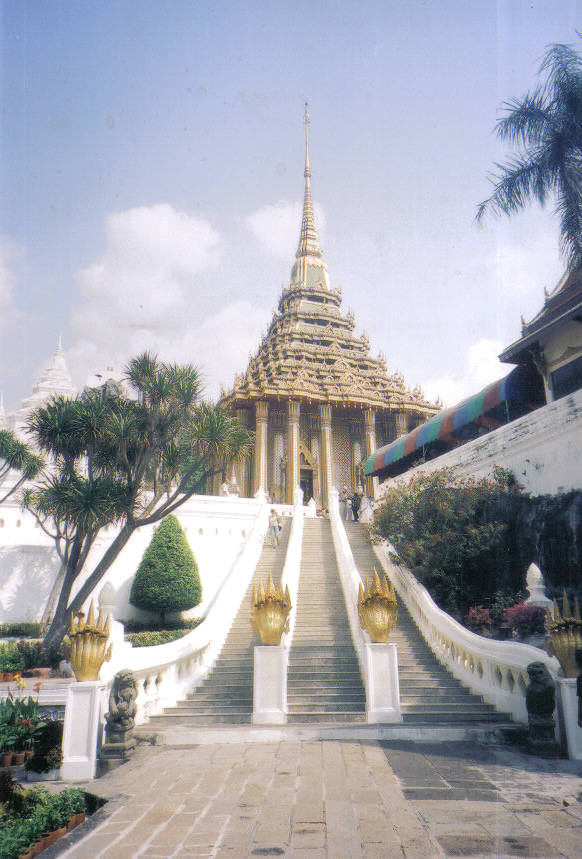
Der Mondop mit dem Fußabdruck

Der Wat Phra Phutthabat (Thai: วัดพระพุทธบาท, vollständiger Name: Wat Phra Phutthabat Ratchaworamahaviharn - วัดพระพุทธบาทราชวรมหาวิหาร, Großer königlicher Tempel mit dem Fußabdruck des Buddha) ist eine buddhistische Tempelanlage (Wat) in der Provinz (Changwat) Saraburi, Zentralthailand.
Wat Phra Phutthabat ist ein „Königlicher Tempel Erster Klasse“.

## Lage
Der Wat Phra Phutthabat liegt 28 Kilometer nördlich der Stadt Saraburi im Landkreis (Amphoe) Phra Phutthabat (Tambon Khun Khlon). Die Fernstraße 1 führt direkt vor dem Tempel vorbei.

## Geschichte
Die größte Sehenswürdigkeit und gleichzeitig Namensgeber der gesamten Anlage ist der während der Regierungszeit des Königs Songtham (reg. 1610/1620–1628) von einem Jäger namens Bun auf dem Hügel Satchaphanthakhiri entdeckte Fußabdruck Buddhas.
König Songtham entsandte zu Anfang seiner Regierungszeit eine Gruppe von Mönchen nach Ceylon, um einem der dortigen Fußabdrücke Buddhas die Ehre zu erweisen. Sie gelten als Zeichen für die verschiedenen Aufenthaltsorte des Gautama Buddha. Die Mönche waren überrascht zu hören, dass es auch in Thailand einen solchen Fußabdruck geben solle. Der König ließ nach diesem Abdruck suchen und tatsächlich fand besagter Jäger einen derartigen: bei genauerer Betrachtung handelte es sich allerdings mehr um ein kleines, mit Wasser gefülltes Becken. Nachdem er daraus getrunken hatte, wurde er von einer langwierigen Hauterkrankung geheilt.
Daraufhin befahl der König den Bau eines Tempels an dieser Stelle. Ein Mondop wurde 1765 über dem Fußabdruck errichtet und reich verziert. Die Anlage wurde von den Birmanen nach der Eroberung Ayutthayas 1767 stark zerstört und geplündert.
Der heute den Fußabdruck umgebende Mondop stammt aus dem ausgehenden 18. Jahrhundert. Der Ubosot und der Viharn sind im Stil der späten Ayutthaya-Architektur und der Rattanakosin-Periode errichtet.

## Sehenswürdigkeiten
Neben dem Fußabdruck ist die zum Mondop auf den kleinen Hügel hinaufführende Treppe interessant. Sie ist derjenigen Himmelsleiter nachempfunden, die Buddha bei seiner Rückkehr aus dem buddhistischen Paradies benutzt hat, eine dreiläufige Treppe aus Gold, Silber und Kristall. Jeder Handlauf beginnt unten mit einer fünfköpfigen bronzenen Naga-Schlange, deren Körper sich bis nach oben emporschlängelt.

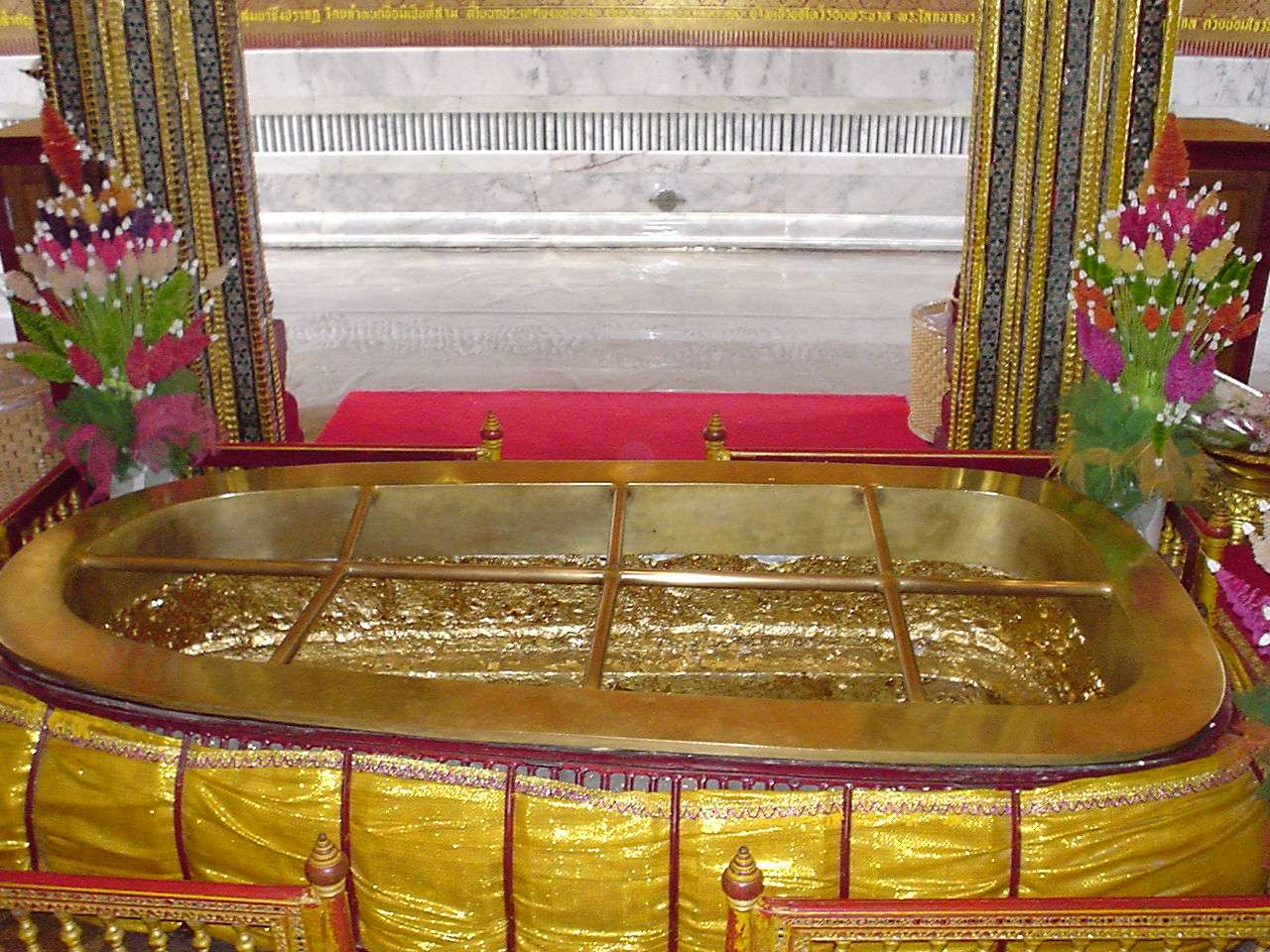
Der Fußabdruck

Der Mondop selbst weist einen quadratischen Grundriss auf und geht in ein siebengeschossiges Dach aus grünen Keramikziegeln über. Jedes Geschoss ist durch kleine Nischen verziert. Das Dach wird von rechteckigen Pfeilern mit eingerückten Ecken getragen. Sie sind vergoldet und mit himmlischen Wesen und Lotosknospen aus kristallenem Material verziert. Die Türen weisen Einlegearbeiten mit Perlmutt auf und wurden von Handwerkern unter König Boromakot geschaffen. Der innen zentral angeordnete Fußabdruck ist etwa 52 cm breit, 180 cm lang und 27 cm tief.
Um das Bauwerk herum sind zahlreiche Glocken angeordnet.
Auf dem Gelände befindet sich auch ein Museum, das Porzellan, Tonwaren aus Sawankhalok, Kleidung aus dem 17. Jahrhundert und alte Bronzewaren ausstellt. Daneben sind auch alte Waffen zu sehen sowie das alte Dachwerk, das sich auf dem Mondop befunden hat.